# 川浪葉子
川浪 葉子（かわなみ ようこ、1957年4月22日 - 2025年3月18日）は、日本の女性声優。神奈川県横浜市中区元町出身。青二プロダクション最終所属。

## 経歴
神奈川県横浜市中区元町育ち。横浜市立南吉田小学校、横浜共立学園中学校・高等学校卒。当時は日本で二番目に創立されたミッションスクールだったこともあり、しつけは滅法厳しかったようであったが、素直に受け入れ、大人しい品のいいお嬢さんとして成長していった。家庭でも一人娘として大事大事に育てられていたことから、性格も内向的で引っ込み思案で大人しかった。父が歯医者で、一人っ子ということもあり、何となく高校時代は歯科医になるつもりで勉強していた。
しかし高校卒業を目の前にしていた時、両親を前にして、突如声優になりたいと東放学園放送学部声優学科に入学することを宣言した。その時は敷かれたレールの上を進むのが嫌で、洋画が好きだったことから「それに関係した仕事をしたい」と思ったという。両親は驚愕し大反撃を受けたが、この時ばかりはガンとして自己の主張を曲げずに反抗し、両親との討論会は3日3晩も続けられたが、川浪の意志が固いことを認め許してくれた。川浪は1982年時点で「未知の世界へ羽ばたこうとする娘が不安でたまらなかった様子であった」と自信を気遣う両親の優しさに感謝していた。両親が案じるとおり、声優に関する知識はゼロに近かったため、「声優になりたければ専門学校に入れば良い」というほど単純な世界ではないことを、その学校に入学して卒業する間際になるまで気づかなかった。1年経ち卒業ということになり、ハタと困りどこへ行っていいのか皆目見当がつかず、「とにかく声優になるためには、もっともっと演技力をつけなくてはならない」ということだけは掴めた。そこで、テアトル・エコー附属養成所に入所し、「ここで挫折してしまって親に合わせる顔がない」と頑張っていた。養成所の訓練は厳しかったが、演技力もグングンと向上し、専科に進んだところ途端に抜擢。山田康雄と共演の1年間連続のラジオ番組『千夜一夜物語』に出演していた。その時はプロの世界の仕事ぶりを1年に渡り体験できたことは幸せであったという。その後、新企画を経て青二プロダクションに所属。声優デビュー作品は、『ムクムクおやじとゴーゴー娘』。
その後は『刑事コジャック』、『白バイ野郎ジョン&パンチ』、『機動戦士ガンダム』のロラン役、『戦国魔神ゴーショーグン』のアルーシャ役などに出演し、1982年時点では『六神合体ゴッドマーズ』の日向ミカ役、『おちゃめ神物語コロコロポロン』のアフロディテ役、『太陽の牙ダグラム』のリタ役と、3本のレギュラー・セミレギュラーの番組を持てるようまでになったという。
2025年3月18日、腹膜播種のため死去。67歳没。訃報は3月27日に所属事務所より発表された。

## 人物・エピソード
主に女性キャラクターを演じている。かつてはウェットでおとなしい少女、弾けるようなしっかりもの姉さんタイプの女の子役を得意としていたが、1997年時点では少し進んだ感じの母親役を演じるようになった。
1982年時点では『太陽の牙ダグラム』のリタ役のような喜怒哀楽の激しい活発な少女役が廻ってくると、嬉しくて興奮のあまり眠れなくなってしまい、演じた後もルンルンとなりきゃあきゃあ騒ぎ、本来の自分に戻れるまで5時間もかかってしまうという。
特技はエレクトーン、華道。資格・免許は普通自動車免許 、着物着付け師範。
ラジオドラマ『流星倶楽部』「悪霊の星」では、俳優の原田大二郎とラブシーンを演じた。
『ルックルックこんにちは』（日本テレビ）のレポーターに起用されたことがあったが、「顔が出る仕事は嫌い」として、わずか1日で辞めたことがあった。
向井真理子が演じた1990年代の劇場版『Dr.スランプ アラレちゃん』シリーズの山吹みどり役、『ドラゴンボールZ』のブルマの母役を引き継いだ。また、『ドラゴンボール改』でもブルマの母役を担当している。

## 出演
太字はメインキャラクター。

### テレビアニメ
1979年
- 機動戦士ガンダム（ロラン）
- ルパン三世 (TV第2シリーズ)

1980年
- がんばれゴンベ（モンコ）
- ベルサイユのばら（街の女）

1981年
- 戦国魔神ゴーショーグン（アルーシャ）
- 太陽の牙ダグラム（リタ・ベレット）
- ハロー!サンディベル（アリス）
- めちゃっこドタコン（団ユミ、西城みさと、ジェニー山内、春風そよか）
- 六神合体ゴッドマーズ（1981年 - 1982年、日向ミカ）

1982年
- おちゃめ神物語コロコロポロン（アフロディテ）
- 怪物くん（マコ）
- 科学救助隊テクノボイジャー（グランの娘、ジェニー）
- サイボットロボッチ（クルミ、マトモ）
- Dr.スランプ アラレちゃん（1982年 - 1983年、美女、ルル）
- 野生のさけび

1983年
- 愛してナイト（万里乃）
- 銀河疾風サスライガー（ジーナ、女A）
- 装甲騎兵ボトムズ（1983年 - 1984年、ココナ）
- 忍者ハットリくん（愛子先生）

1984年
- 宗谷物語（札子、妻、雪子）
- ビデオ戦士レザリオン（モンロー）
- 夢戦士ウイングマン（1984年 - 1985年、アオイ）

1985年
- ゲゲゲの鬼太郎（第3作）（1985年 - 1988年、ユメコの母 / 優子、新一のママ、アナウンサー、女の先生、長与茂草、お夢の母、送りちょうちん）

1986年
- ドラゴンボール（ランファン）
- ワンダービートS（スギタ・リツコ）

1987年
- シティーハンター（牧野陽子、翔）
- ついでにとんちんかん（1987年 - 1988年、吉沢今日子）
- トランスフォーマー ザ☆ヘッドマスターズ（1987年 - 1988年、アーシー）
- ミスター味っ子（1987年 - 1989年、山岡みつ子）

1988年
- トッポ・ジージョ 1988年版（ダイナ、ミス・グロリア、ミス・ワーレン、客、ラッセル夫人、おばさん、女の子、アリア、女ボス、ペペ、ネズミA、先生、ステファーノ、女店員B、ソフィア・モンテ） - 2シリーズ
- ひみつのアッコちゃん（第2作）（ビビット、山口の母、健太の母）

1989年
- かりあげクン（カヨコさん、美女）
- それいけ!アンパンマン（1989年 - 1994年、きのこちゃん〈初代〉、ネンコちゃん、サラコちゃん）
- ドラゴンクエスト（1989年 - 1990年、マルチナ）
- 魔法使いサリー（1989年版）（シャム）

1990年
- 魔動王グランゾート（氷の女王）

1992年
- スーパービックリマン（上御殿）
- ドラゴンボールZ（1992年 - 1994年、ブルマのママ〈2代目〉、シンシア）
- 美少女戦士セーラームーン（ローズ）
- フランダースの犬 ぼくのパトラッシュ（アンナ）
- みかん絵日記（モリー）
- ヤダモン（女王）

1993年
- GS美神（メドゥーサ）

1994年
- クレヨンしんちゃん（宇集院夫人）
- 美少女戦士セーラームーンS（う・イカサマン）
- ママレード・ボーイ（松浦留美〈小石川留美〉）

1995年
- アニメ世界の童話（仙女）
- ご近所物語（幸田留里子）

1996年
- 快傑ゾロ（レオナの母）
- ゲゲゲの鬼太郎（第4作）（吹き消し婆）
- 美少女戦士セーラームーンSuperS（マヤ子）

2006年
- あたしンち（2006年 - 2007年、TVの声、TVの声A、伊集院夫人）
- 出ましたっ!パワパフガールズZ（ミス・ベラム）

2007年
- 名探偵コナン（2007年 - 2013年、井上弘子、出波茉利）
- ONE PIECE（アビの母）

2008年
- ゲゲゲの鬼太郎（第5作）（2008年 - 2009年、モンロー、吸血樹）
- 墓場鬼太郎（ガマ令嬢）

2009年
- エレメントハンター（奈緒美・フィリーナ）
- ドラゴンボール改（2009年 - 2014年、ブルマの母） - 2シリーズ

### 劇場アニメ
1982年
- 六神合体ゴッドマーズ（日向ミカ）

1983年
- チョロQダグラム
- ドキュメント 太陽の牙ダグラム（リタ）

1985年
- ペンギンズ・メモリー 幸福物語（母親）

1986年
- ゲゲゲの鬼太郎 激突!!異次元妖怪の大反乱（水木夫人）
- ゲゲゲの鬼太郎 最強妖怪軍団!日本上陸!!（ユメコの母）
- 北斗の拳

1987年
- ドラゴンボール 魔神城のねむり姫（インストラクター）

1992年
- ドラゴンクエスト ダイの大冒険 ぶちやぶれ!!新生6大将軍（メネロ）

1993年
- Dr.スランプ アラレちゃん んちゃ!ペンギン村はハレのち晴れ（山吹みどり）
- Dr.スランプ アラレちゃん んちゃ!ペンギン村より愛をこめて（則巻みどり）

1994年
- Dr.スランプ アラレちゃん ほよよ!!助けたサメに連れられて…（みどり）
- Dr.スランプ アラレちゃん んちゃ!!わくわくハートの夏休み（則巻みどり）

1996年
- ご近所物語（幸田留里子）

2011年
- クレヨンしんちゃん 嵐を呼ぶ黄金のスパイ大作戦（ヨースル）

2013年
- ドラゴンボールZ 神と神（ブルマの母）

### OVA
1985年
- 装甲騎兵ボトムズ ザ・ラストレッドショルダー（ココナ）

1986年
- 装甲騎兵ボトムズ ビッグバトル（ココナ）

1987年
- JUNK BOY

1988年
- ナマケモノが見てた2 動物村の逆襲（リス太）

1989年
- 独身アパートどくだみ荘II（女A）
- 爆走サーキット・ロマン TWIN（アキ）
- MIDNIGHT EYE ゴクウ（ジェーン）

1990年
- ポストの中の明日（弘の母）

1992年
- KO世紀ビースト三獣士2（アラ・マー）

1993年
- 仮面ライダーSD 怪奇!?クモ男（ミチル）
- ツインビー ウィンビーの1/8パニック（女王ジュリアーナ）

1994年
- GO!GO!ACKMAN（ママ）
- 幽幻怪社（浅加賀ルリ子）

1995年
- 鬼切丸（和恵）

2010年
- 装甲騎兵ボトムズ 幻影篇（ココナ・バートラー）

2011年
- 装甲騎兵ボトムズ 孤影再び（ココナ・バートラー）

### ゲーム
1991年
- スーパーシュヴァルツシルト（ティアラ・ブラウン）

1992年
- スーパーシュヴァルツシルト2（エミリア・シーボルト）

1993年
- ムーンライトレディ（くらやみ乙女）

1994年
- ドラゴンボールZ 真サイヤ人絶滅計画 -地球編-（ブルマのママ）

1995年
- ブルー・シカゴ・ブルース（ジュリア・フォートシス）

1997年
- ドキドキプリティリーグ（川原奈美、ジェニファー・クランシー）

1998年
- 装甲騎兵ボトムズ ウド・クメン編（ココナ）

1999年
- トイファイター（ルー）

2000年
- サンライズ英雄譚R（ココナ）

2001年
- サモンナイト2（ファミィ・マーン）

2008年
- ドラゴンボールDS（ランファン）
- るぷぷキューブ ルプ★さらだDS（ママ）

2011年
- 第2次スーパーロボット大戦Z 破界篇 / 再世篇（日向ミカ）

2014年
- 第3次スーパーロボット大戦Z 時獄篇 / 天獄篇（日向ミカ）

### 吹き替え

#### 映画
- アガサ 愛の失踪事件
- アニマル大戦争（ベス・ヒューズ〈キャスリーン・ブラッケン〉）
- 暗闇にベルが鳴る（クレア〈リン・グリフィン〉）※フジテレビ版（BD収録）
- エデンの東 ※テレビ朝日版（BD収録）
- カリフォルニア・ドールズ ※テレビ朝日版（DVD収録）
- キャノンボール3 新しき挑戦者たち（ティファニー〈ドナ・ディクソン〉）※VHS版
- グレムリン2 新・種・誕・生（ガール・グレムリン）※テレビ朝日版
- ザ・カンニング IQ=0（ジャンヌ）
- ザ・ビジター（ケイティ・コリンズ）※TBS版（BD収録）
- 知らなすぎた男（バーバラ・リッチー〈アンナ・チャンセラー〉）
- 弾丸を噛め ※テレビ朝日版
- テキサス魂 ※テレビ朝日版
- Mr.Boo!ギャンブル大将（プイプイ / ペイペイ〈ベティ・ティン・ペイ〉）※フジテレビ版
- 燃えよデブゴン（メイ・チェン〈リー・ハイシャウ〉）※フジテレビ版
- ヤングマスター 師弟出馬（シューラン〈リリー・リー〉[28]）※フジテレビ版
- わたしは目撃者 ※フジテレビ版

#### アニメ
- ムクムクおやじとゴーゴー娘

### 特撮
- ブースカ! ブースカ!!（1999年、月の声）

### CD・カセットドラマ
- CDシアター ドラゴンクエストIII（ルイーダ）
- 百鬼夜行抄（飯嶋絹）
- 魔獣戦士ルナ・ヴァルガー（リル）
- 優&魅衣（魅衣）
- ドリームハンター麗夢 南麻布魔法倶楽部（荒神谷弥生）

### ラジオドラマ
- 流星倶楽部「悪霊の星」（薗田桜子）
- 青山二丁目劇場 真っ赤な友達（ゆきの母みさき）

### 音楽
- たのまれグッバイ 『装甲騎兵ボトムズ』挿入歌 発売：1983年（キングレコード） 作詞：高橋良輔 作曲・編曲：乾裕樹
- 多角形物語 『優&魅衣』 発売：1987年（ワーナーパイオニア） 作詞・作曲：山本正之 編曲：田中公平 歌：川浪葉子、塩屋翼、荘真由美、江森浩子

### テレビ番組
- 少年隊夢（ナレーション）
- 世界まる見え!テレビ特捜部（ナレーション、女性の吹き替え）

### その他コンテンツ
- 千夜一夜物語（四国放送）[注 1]山田康雄と担当
- 横浜ガムランの会（司会）
- 親鸞に学ぶ会 恵信尼夢語り（恵信尼）
- シティコネクションCM（クラリス）